# Thomas Occleve
Thomas Occleve ou Hoccleve est un poète anglais né vers 1369 et mort en 1426. Il a connu Geoffrey Chaucer et lui rend hommage à plusieurs reprises dans son œuvre la plus populaire en son temps, le Regiment of Princes de 1412.

## Biographie
On sait peu de chose de la vie de Hoccleve à part quelques allusions autobiographiques dans son œuvre. Il a appris le latin et le français, probablement pas à l'université, et écrit en dialecte londonien. À 18 ou 19 ans, il obtient une charge de clerc aux bureaux du Sceau Privé, dont il restera fonctionnaire, avec certaines interruptions, durant 35 ans. Ce travail est payé de façon irrégulière ou assez mal, et il se plaint du manque d'argent dans plusieurs de ses poèmes. Il se marie vers 1411.

## L'œuvre
Hoccleve est généralement considéré comme un poète mineur, épigone de Geoffrey Chaucer, qu'il a connu et dont il se déclare le disciple. Son œuvre est surtout intéressante par ses descriptions de la vie à Londres, de son travail de bureaucrate au Privy Seal, et de ses problèmes personnels.
Son premier poème daté est une traduction de L'Epistre au dieu d'amours de Christine de Pisan parue en 1402 sous le titre The letter of Cupid (La lettre de Cupidon). En 1406 paraît La Mâle Règle qui présente une vision haute en couleur des amusements nocturnes des bacheliers dans les tavernes et auberges de Westminster. Après son mariage, son œuvre devient plus « sérieuse », et c'est à ce moment qu'il produit le Regiment of Princes ou De regimine principum, dédié à Henry Bolingbroke, prince de Galles, futur Henry V. Il rend hommage à Chaucer dans trois passages différents de cet ouvrage.